# Denise DuBarry
Pour les articles homonymes, voir Dubarry.
Denise DuBarry, née le 6 mars 1956 à Killeen (Texas) et morte le 23 mars 2019 à Los Angeles (Californie), est une actrice, productrice, femme d'affaires et philanthrope américaine.

## Biographie
Denise DuBarry est l'épouse de Gary Lockwood.
Elle meurt des suites d'une infection fongique (Candida Aurus) le 23 mars 2019 à l'âge de 63 ans.

## Filmographie

### Cinéma
- 1978 : Skateboard : Une officiel
- 1979 : Bienvenue, mister Chance (Being There) : Johanna Franklin
- 1981 : Max et le Diable (The Devil and Max Devlin) : La secrétaire de Stella
- 1985 : Beyond Reason : Une fille
- 1985 : KGB contre CIA (KGB: The Secret War) : Adèle Martin
- 1986 : Monster in the Closet : Prof. Diane Bennett
- 2017 : Do It or Die : Elaine Chaddick

### Télévision
- 1977 : Magic Mongo (Série TV) : Une fille à la plage
- 1977 et 1981 : Drôles de dames (Charlie's Angels) (Série TV) : Une compétitrice / Marti Lindsay
- 1978 : Deadman's Curve (Téléfilm) : Susan
- 1978 : Les Têtes brûlées (Baa Baa Black Sheep) (Série TV) : Infirmière Samantha Greene
- 1978-1979 : Chips (Série TV) : Sue
- 1979 : Crisis in Mid-air (Téléfilm) : Jenny Sterling
- 1979 : Fast Friends (Téléfilm) : Marcy
- 1979 : The Darker Side of Terror (Téléfilm) : Ann Sweeney
- 1979 : Sloane, agent spécial (A Man Called Sloane) (Série TV) : Caporal Comfort
- 1979 : Embarquement immédiat (Flying High) (Série TV) : Tyler
- 1980 : Top of the Hill (Téléfilm) : Maria von Taub
- 1981 : La croisière s'amuse (The Love Boat) (Série TV) : Heather
- 1990 et 1993 : Des jours et des vies (Days of our Lives) (Série TV) : Linda Caffrey / Twyla